# Коларово (Хасковская область)
Коларово (болг. Коларово) — село в Болгарии. Находится в Хасковской области, входит в общину Харманли. Население составляет 19 человек.

## Политическая ситуация
Кмет (мэр) общины Харманли — Михаил Христов Лисков (коалиция трёх партий: Болгарская социалистическая партия, Болгарская социал-демократия, политический клуб «Фракия») по результатам выборов в правление общины.